# Dreamgate
Dreamgate (englisch: Traumtor, auch als Dreamgate – Eine fantastische Geschichte bezeichnet) ist ein deutscher Fantasy-Jugendfilm aus dem Jahre 2000, der zu einem Großteil auf der Insel Helgoland spielt. Der neunzigminütige Film, der am 30. Dezember 2000 auf KiKA erstausgestrahlt wurde, existiert auch als vierteilige Miniserie.

## Handlung
Dieser Abschnitt folgt in seiner Struktur der vierteiligen Miniserie, welche zusammen den Film ergibt.

### Folge 1
Die Handlung des Films beginnt in Australien. Der jugendliche Andrew ist auf einem Fischerboot vor der australischen Küste unterwegs. Dabei wird er von einem großen Blauwal verschluckt. Sein Fischerboot bleibt im Meer zurück. Parallel dazu macht die vierzehnjährige Antje auf der deutschen Insel Helgoland mehrere rätselhafte Entdeckungen. Erst findet sie eine aus dem Great Barrier Reef stammende Muschel und kurz danach erscheint ihr genau wie Andrew der Blauwal – begleitet von einem rätselhaften Gesang. Sie erzählt einigen Freunden davon, aber niemand glaubt ihr.
Bei einer erneuten Begegnung mit dem Blauwal wird Andrew vor die Küste Helgolands gespült, kann sich jedoch nicht erinnern, wo er herkommt. Die Beachcombers, eine aus fünf Jugendlichen bestehende Clique, versucht herauszufinden, wo Andrew herkommt und weshalb er nun auf Helgoland ist. Dabei ist vor allem die Deutsch-Amerikanerin Alice, die zwischen Andrew und Antje übersetzt, eine große Hilfe.
Ein weiteres Mysterium betrifft die Herkunft von Antjes Vater Christian, der vor 26 Jahren von Jan (seinem jetzigen Schwiegervater) aus dem Meer gezogen wurde.

### Folge 2

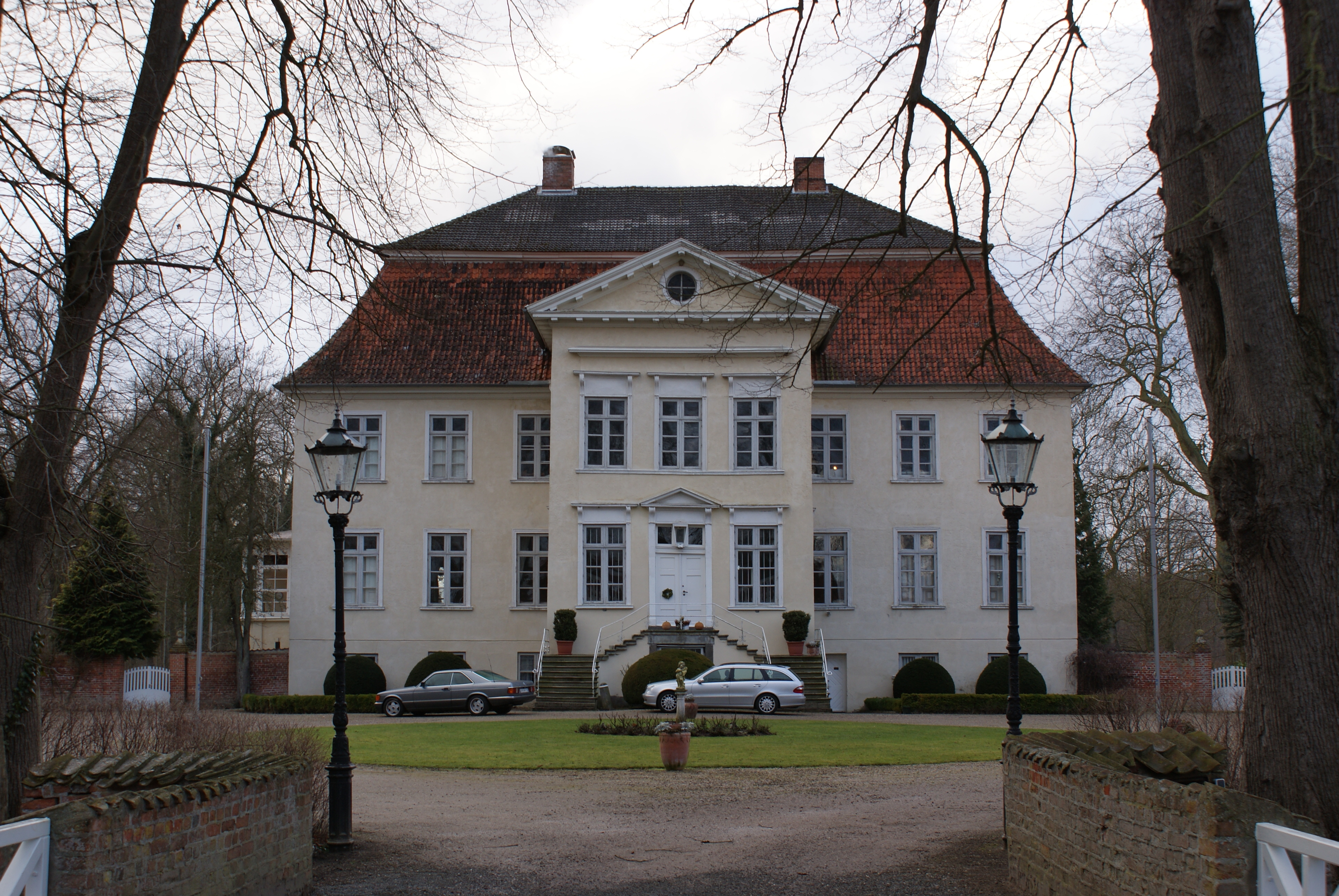
Gutshaus Hasselburg, im Film als Schloss Hasselburg sowie als Wilson Mansion bezeichnet

Einen ersten Anhaltspunkt auf Andrews Identität liefert ein Siegelring, den ihm sein Vater schenkte, und der dem seit 1974 ausgestorbenen Adelsgeschlecht der von Remstedts zugeordnet werden kann. Eine weitere Verbindung ergibt sich, als er aus dem Gedächtnis Gut Hasselburg (im Film als »Schloss Hasselburg« bezeichnet) aufzeichnet – den Wohnort derer von Remstedt.
Antjes Eltern und Großvater erkennen in Andrew eine große Ähnlichkeit mit Christian in seiner Jugendzeit. Antje, Alice und Andrew besuchen Schloss Hasselburg und treffen dabei auf den Verwalter Hubertus Gessler, der auch schon zu den Zeiten tätig war, als die von Remstedts noch auf Hasselburg lebten. Ihm fällt auch die Ähnlichkeit zwischen Andrew und den Söhnen der von Remstedts auf, sagt aber dazu nichts. Zu den von Remstedts erklärt er, dass sie eine Weltumsegelung geplant gehabt hätten und ihr Boot wohl damals in der Biskaya untergegangen sei. Zu Antjes und Alices Verwunderung kennt sich Andrew auch in Schloss Hasselburg aus, kann dies durch seinen Gedächtnisverlust aber nicht erklären. Den Ring behält Gessler unter einem Vorwand ein.
Währenddessen überbringt die australische Polizei Andrews Eltern die Mitteilung, dass das Fischerboot leer vor der Küste gefunden wurde. Hierbei sieht der Zuschauer, dass Andrews Vater und Antjes Vater gleich aussehen und dass sich die Wilson Mansion – Andrews Elternhaus – und Gut Hasselburg ebenfalls gleichen, es im Gegensatz zum Gut allerdings von (sub-)tropischer Vegetation umgeben ist.

### Folge 3
Antjes Großvater Jan erzählt seiner Enkelin, Christian habe damals, als er aus dem Meer gezogen wurde, ebenfalls einen Siegelring getragen, versehen mit einer Krone und einem Stierkopf. Von einem Herrn Rasmussen, der bis zu seiner Verrentung Hafenmeister in Tönning war, erfahren Antje, Andrew und Alice, dass das Segelschiff der von Remstedts Cetacea (zu Deutsch: Blauwal) hieß und dass die beiden Söhne Zwillinge waren. Von ihm erfahren sie auch von der Ähnlichkeit zwischen Andrew und den Zwillingen, die ihnen bisher immer verschwiegen wurde. Auch erzählt der Hafenmeister ihnen, dass Gessler in der Nacht vor dem Auslaufen noch auf der Cetacea war und mit ölverschmierten Händen das Schiff wieder verließ.
Gessler bestreitet, dass der Ring etwas mit den Remstedts zu tun hat. Als die Kinder ihn mit den Erzählungen des Hafenmeisters konfrontieren und die Polizei rufen wollen, weil Gessler den Ring nicht herausrücken will, wird Gessler auf einmal – entgegen seinem bisherigen Naturell – sehr freundlich und berichtet, die Kinder hätten ihm damals sehr nahegestanden, er habe das Erbe nur schweren Herzens angenommen und immer gehofft, einer der von Remstedts habe überlebt. Antje schildert ihm, dass das tatsächlich der Fall sei, woraufhin Gessler wieder aggressiv wird.

### Folge 4
Die Beachcombers locken Gessler mit Hilfe eines anonymen Briefs, in dem sie ihr Wissen schildern, nach Helgoland. Inzwischen erinnert sich Andrew immer mehr und er berichtet den Beachcombers von der Welle, die ihn in Australien erfasste. Andrews Vater, der immer noch nichts vom Schicksal seines Sohnes ahnt, sagt, dass er sich an seine eigene Geschichte erinnert und sich sicher ist, dass er noch lebt – es bleibt unklar, ob sich er auf Andrew oder Christian bezieht.
Antje erzählt Christian, sie habe herausgefunden, dass er von den Remstedts abstammt. Er erzählt zum ersten Mal die Geschichte vom Untergang der Cetacea. Die Jacht befand sich in einem Sturm vor Helgoland und Christian, der Wache hatte, warf den Dieselmotor an. Hierbei kenterte das Boot. Christian denkt, es sei seine Schuld gewesen.
Gessler kommt nach Helgoland und trifft auf die Beachcombers. Antje erzählt Gessler fast wortgenau, was Christian ihr erzählt hat. Gessler gibt zu, das Boot in der Nacht vor dem Auslaufen mit einer Bombe manipuliert zu haben, und bedroht Andrew, Christian, Jan und die Beachcombers mit der Waffe, wird allerdings dabei von dem Wal, der auch Andrew nach Helgoland (und Christoph vor 26 Jahren nach Australien) brachte, ins Meer gezogen. Andrew erlangt sein Gedächtnis wieder und erzählt, dass seine Familie in Cairns, Queensland lebt. Dort findet dann auch die Wiedervereinigung der beiden Geschwister statt.

## Hintergrund
Der Film wurde im Spätsommer 2000 in Schleswig-Holstein (unter anderem auf der Insel Helgoland sowie auf Gut Hasselburg) und auf der zu Spanien gehörenden Kanareninsel Fuerteventura von der Film & TV Projektberatung Frank. A. Thomas im Auftrag des Norddeutschen Rundfunks und des Schweizer Fernsehens (SF DRS) produziert. Bereits während der Dreharbeiten war geplant, Dreamgate sowohl als Film als auch als vierteilige Serie zu senden. Die Erstausstrahlung des Films erfolgte in Deutschland am 30. Dezember 2000 auf KiKA, die Miniserie folgte im April 2001. In der Schweiz wurde der Film erstmals am 20. Mai 2001 auf SF 2 ausgestrahlt.
Die Produktion des Films wurde durch die MSH Gesellschaft zur Förderung audiovisueller Werke in Schleswig-Holstein gefördert.
Für Willy Bartelsen, der im Sommer 2001 starb, war die Rolle des Jan Petersen die letzte Rolle.